# Anisophyllea boehmii
Anisophyllea boehmii là một loài thực vật có hoa trong họ Anisophylleaceae. Loài này được Engl. mô tả khoa học đầu tiên năm 1895.